# Camelot (musical)
Camelot és un musical d'Alan Jay Lerner (llibret i lletres) i Frederick Loewe (música). Està basat en la llegendadel rei Artús, adaptada dela novel·la de T.H. White The Once and Future King.
La producció original de 1960, dirigida per Moss Hart amb orquestracions de Robert Russell Bennett i Philip J. Lang, va representar-se a Broadway en 873 actuacions, guanyant quatre premis Tony, tenint diversos revivals, produccions estrangeres i una adaptació cinematogràfica de Warner Bros del 1967. El musical s'ha associat a l'Administració Kennedy, que a vegades s'ha anomenat "Era de Camelot".

## Rerefons

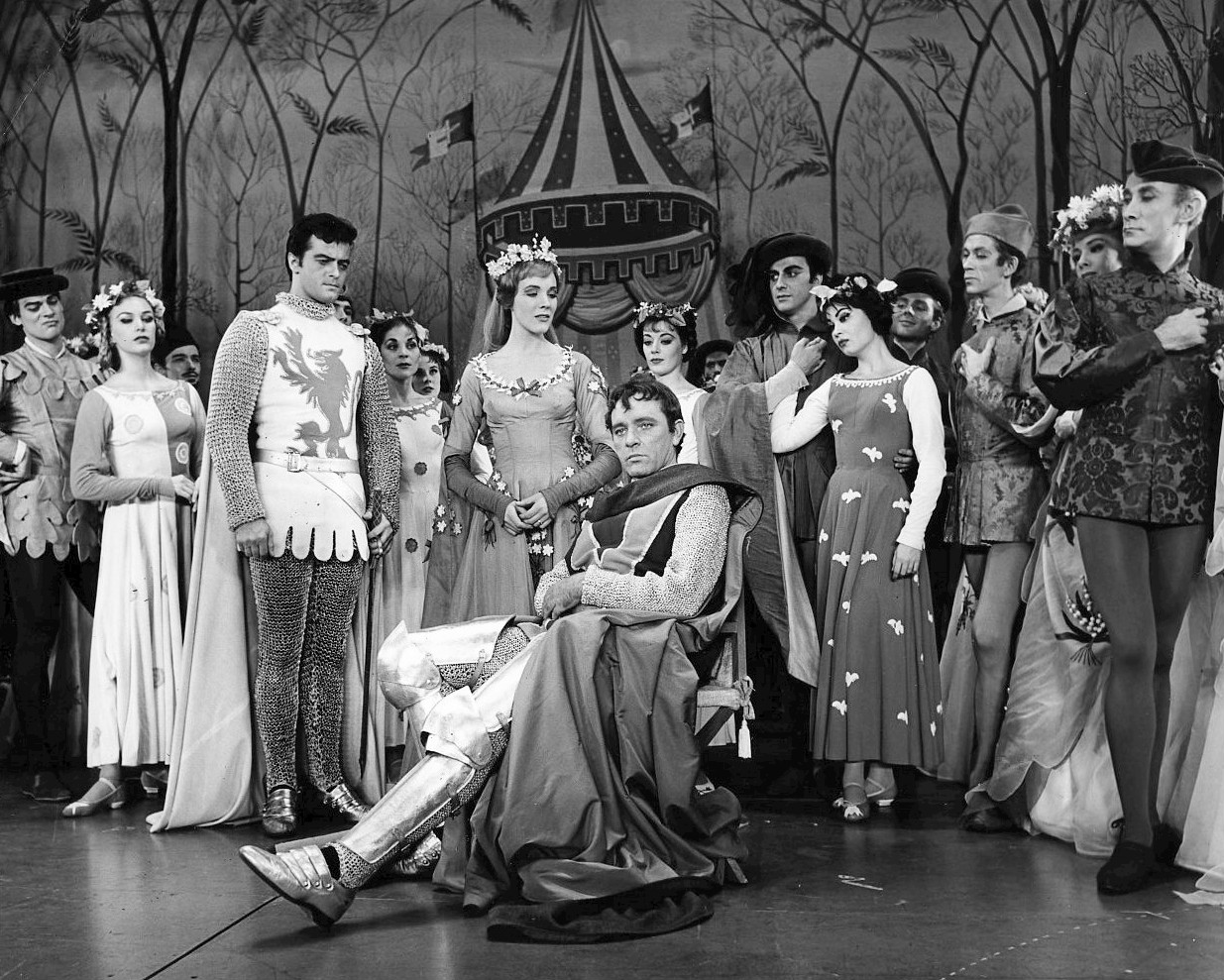
Robert Goulet, Julie Andrews, Richard Burton, i el repartiment original de Broadway

El 1959, Alan Jay Lerner i Moss Hart van decidir adaptar The Once i Future King de T. H. White com a pròxim projecte. Tal com es va comentar al llibre de 1978 de Lerner, The Street Where I Live, Frederick Loewe, que inicialment no tenia interès en el projecte, va acceptar escriure la música, entenent que, si les coses anaven malament, seria la seva última partitura. Després del gran èxit de My Fair Lady, les expectatives eren molt altes per a un nou musical de Lerner i Loewe. Tot i això, la producció del show va trobar diversos obstacles. L'esposa de Lerner el va deixar durant el procés d'escriptura, fent que requerís atenció mèdica i retardés la producció.
Quan Camelot va començar els assajos, encara necessitava un treball considerable. Tot i això, els productors van poder assegurar un repartiment fort, incloent Julie Andrews, Richard Burton, i Roddy McDowall, així com Robert Goulet en el seu primer paper a Broadway. John Cullum també va debutar a Broadway com a Sir Dinadan; Bruce Yarnell era Sir Lionel. Cullum després va substituir McDowall, i William Squire substituí Burton. Altres substituts van ser Patricia Bredin (a partir del 16 d'abril de 1962), Kathryn Grayson (a partir del 23 d'octubre de 1962) i Janet Pavek (el 9 de juliol de 1962) per a Andrews.

### Prèvies i promoció

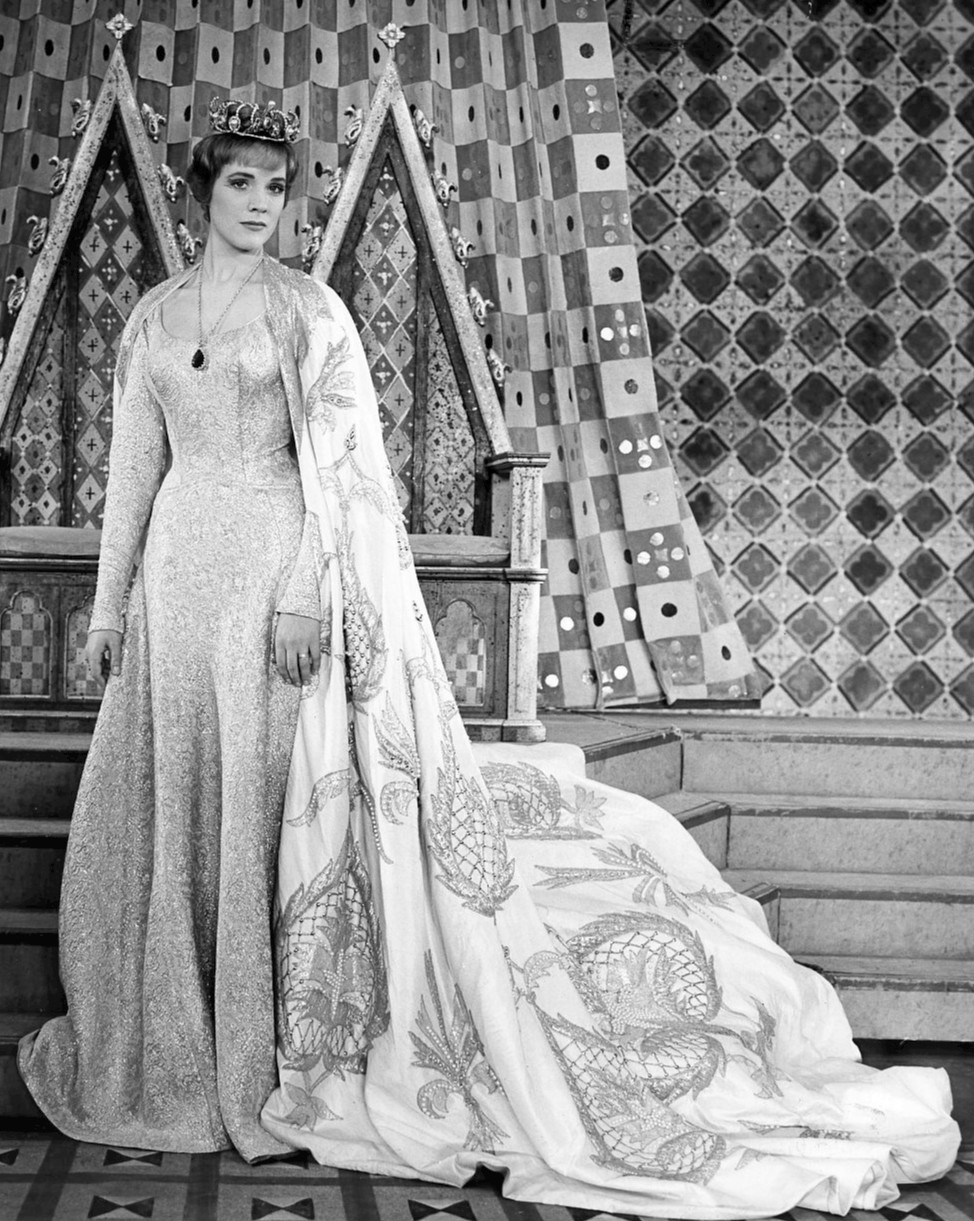
Julie Andrews com a reina Guenevere a la producció original de Broadway de 1960

L'espectacle es va estrenar a Toronto, al O'Keefe Centre l'1 d'octubre de 1960. Encara que suposadament durava dues hores quaranta minuts i, en canvi, es va allargar fins a les quatre hores i mitja. El teló va baixar a la una menys vint de la matinada; Lerner més tard va assenyalar que "Només Tristan i Isolda ho igualava com a concurs de resistència a la bufeta". Se suposa que Noël Coward va dir que l'espectacle va ser "més llarg que el Götterdämmerung ... i no tan divertit!" Malgrat això, els diaris del matí van donar crítiques generalment positives, però van suggerir que l'espectacle necessitava molta feina, és a dir, edició dràstica, per tal de tenir èxit. Poc després, Lerner va ser hospitalitzat durant tres setmanes amb una úlcera sagnant. Poc després de ser donat d'alta, Hart va patir el seu segon atac de cor i Lerner va intervenir com a director temporal per a la resta de les sortides fora de la ciutat. A continuació, Camelot es va traslladar a Boston, editat, però seguia sent massa llarg. L'equip de producció va intentar trobar un altre director, fins i tot trucant a José Ferrer, que no va poder emprendre la feina. Lerner i Loewe no estaven d'acord en la manera de continuar amb el programa, ja que Loewe no volia fer cap canvi important sense l'orientació de Hart. Lerner va escriure: "Déu sap el que hauria passat si no hagués estat per Richard Burton". Acceptant retalls i canvis, irradiava una "fe i genialitat" i va calmar les pors del repartiment. La cançó de Guenevere "Before I Gaze at You Again" va ser donada a Andrews a l'últim minut abans de la primera funció prèvia de Nova York, que va provocar la seva famosa cita, "Per descomptat, estimat, però intenteu donar-me-la la nit abans." Després de l'estrena a Broadway, Hart va ser donat d'alta de l'hospital, i ell i Lerner van començar a tallar l'obra encara més. Dues cançons, "Then You May Me Me To To the Fair" i "Fie on Goodness", es van tallar uns quants mesos després (tot i que romanen a l'àlbum del repartiment, i la primera va aparèixer a la pel·lícula de 1967).
Es van barrejar les ressenyes dels crítics de Nova York sobre la producció original. Tanmateix, Ed Sullivan es va apropar a Lerner i Loewe per crear un segment per al seu programa de varietats de televisió, celebrant el cinquè aniversari de My Fair Lady. Van decidir fer molt poc amb el seu èxit anterior i, en comptes d'això, realitzar quatre números destacats de Camelot. Això va estimular la venda d'entrades i Camelot va aconseguir una venda anticipada sense precedents de tres milions i mig de dòlars. Robert Goulet va rebre crítiques favorables, sobretot per la seva presentació de la balada romàntica "If Ever I I Leave You", que es va convertir en la seva cançó de signatura.

### Conseqüències
Després de participar en Camelot, Goulet va aparèixer a The Danny Thomas Show i The Ed Sullivan Show, que el van convertir en un nom familiar entre el públic americà.
La gravació del repartiment original del show era un dels àlbums preferits per al vespre del president John F. Kennedy, que havia estats company de classe de Lerner a la Universitat Harvard. Les línies predilectes de Kennedy estaven al número final (en el qual Arthur fa cavaller un jove i li diu que transmeti la història de Camelot a les generacions futures):
Don't let it be forgot

That once there was a spot,

For one brief, shining moment

That was known as Camelot.
Des d'aleshores, Camelot s'ha associat a l' Administració Kennedy.
Els obstacles trobats per produir Camelot van ser durs en la col·laboració creativa de Lerner i Loewe, i l'espectacle va resultar ser una de les seves darreres col·laboracions (tot i que van treballar junts per adaptar la seva pel·lícula Gigi de 1958 als escenaris el 1973 i van col·laborar de nou. l'any següent a la pel·lícula musical The Little Prince). Camelot va ser l'últim espectacle de Hart a Broadway. Va morir d'un atac de cor a Palm Springs, Califòrnia, el 20 de desembre de 1961.

## Sinopsi

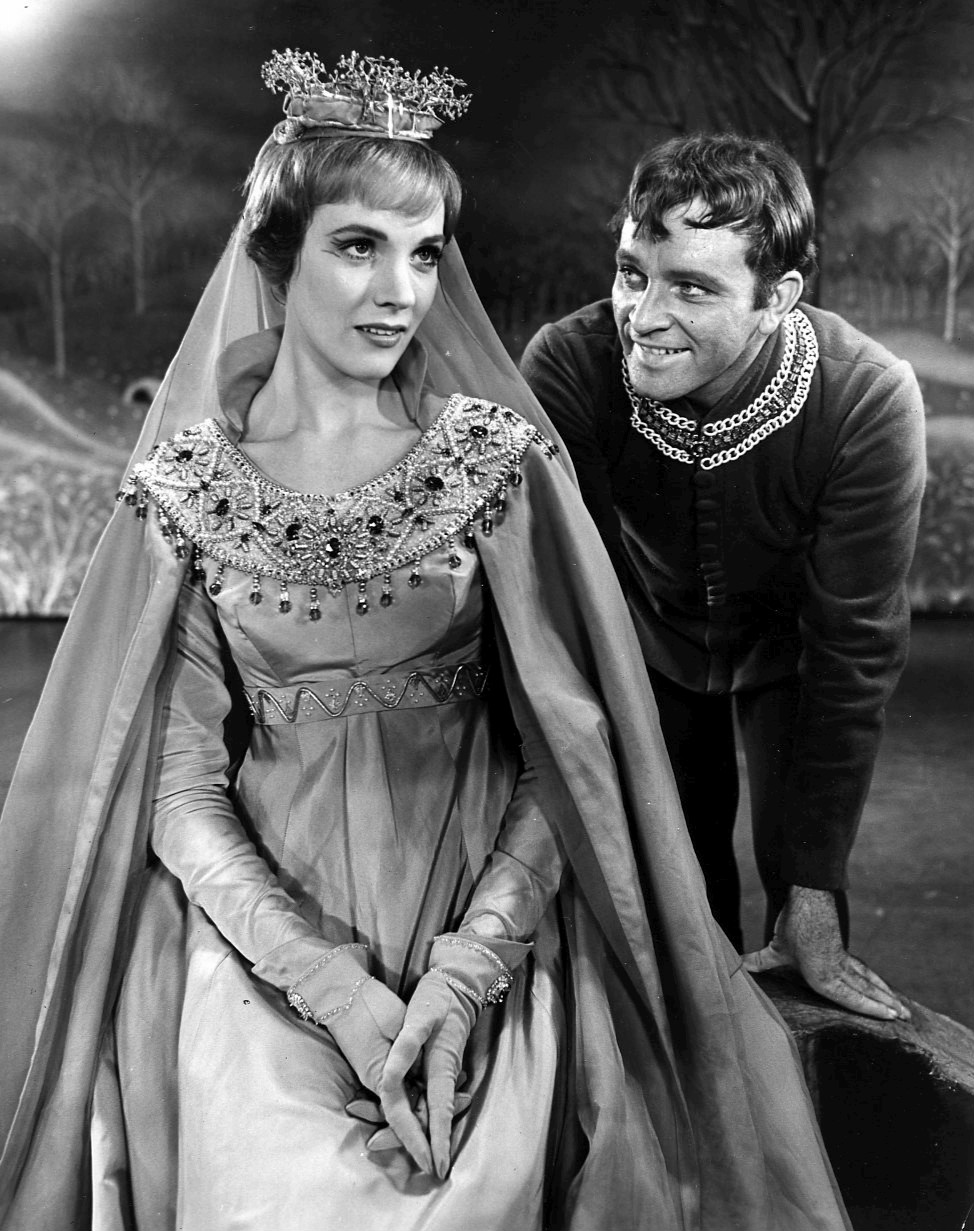
Julie Andrews i Richard Burton com Queen Guenevere i King Arthur

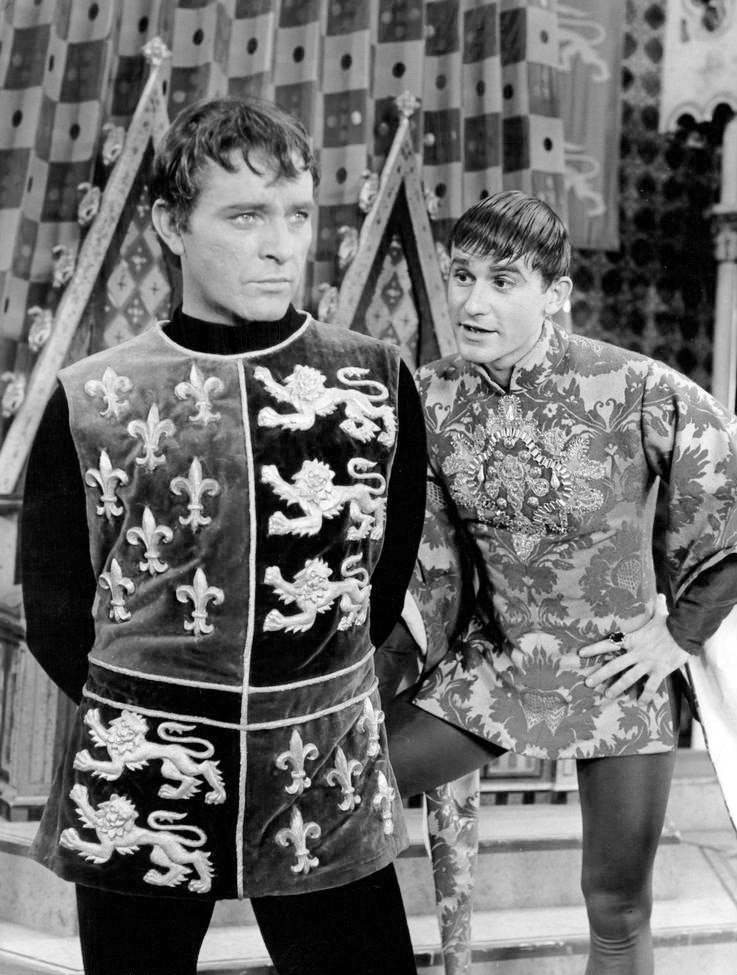
Burton com Arthur i Roddy McDowall com Mordred

### Acte I
El rei Artur està nerviós pel seu proper matrimoni arranjat i s'amaga en un arbre. El mag Merlí, el seu savi tutor, crida a Arthur per avisar el jove rei que ha d'aprendre a pensar per ell mateix. Merlí, que viu enrere en el temps i recorda el futur i el passat, sap que aviat se separarà d'Arthur. Merlí persuadeix a Arthur per pujar cap a baix i l'amaga pel seu comportament incòmode. Arthur després es queda sol, reflexiona tant els seus temes com els seus propis sentiments sobre les nupcialitats previstes ("I Wonder What the King is Doing Tonight?"). Arthur sent algú que ve i torna a escalar l'arbre. Guenevere, la pretesa núvia d'Arthur, arriba al bosc. No li agrada la idea de ser reina, preferint viure una vida corrent –almenys una vida rica ordinària– ("Simple Joys of Maidenhood"). Es topa amb Arthur, que inicialment s'anomena ell mateix "verruga" (el sobrenom de la seva infància) i després, al sentir-se de la seva reticència a casar-se, li explica les alegries de la vida a Camelot ("Camelot"). És amor a primera vista, i gairebé es besen, però es veuen interromputs quan els assistents d'Arthur es troben sobre ells. Es revela com el rei. Explica a Guenevere la història de com va treure l'espasa de la pedra i es va convertir en rei, i ella finalment accepta casar-se amb ell. S'adona d'això Nimue, una bella ninfa d'aigua, ha vingut a atraure-la a la seva cova per dormir etern ("Follow Me"). Demanen respostes a Nimue, ja que ha oblidat si ha advertit a Arthur sobre dos individus importants, Lancelot i Mordred. Els seus records s'esvaeixen definitivament, i se'l deixa anar.
Cinc anys després, Arthur es troba amb Guenevere al seu estudi, debatent sobre què fer. Explica que vol crear un nou tipus de cavaller: un que no pilla i lluita, sinó que intenta defensar l'honor i la justícia. Finalment, s'inspira, amb l'ajuda de Guenevere, a establir la Taula rodona amb el lema "Lluitar pel correcte". Passen cinc anys més. La idea d'Arthur ha fet que els cavallers de la Taula rodona fossin reconeguts arreu del país i la seva fama fins i tot s'ha estès a França. Un jove, pretensiós i excessivament religiós francès de Joyous Garde, anomenat Lancelot du Lac, ha sentit a parlar de la Taula rodona i està decidit a venir a Camelot i unir-se als cavallers d'Arthur, confiat que és perfecte per al càrrec ("C'est Moi"). El rei Pelinore, un home gran que era amic de la família d'Arthur, també ve a Camelot per presenciar la grandesa d'Arturo per ell mateix i sembla que després ha passat a formar part de la família. Guenevere organitza una festa del dia de maig al recinte del castell ("The Lusty Month of May"), on Arthur presenta a la seva dona a Lancelot. Guenevere li agrada disgustar Lancelot. El temps passa i fa enemic de la majoria dels cavallers. Guenevere incita a tres d'ells: Sir Dinadan, Sir Sagramore i el soterrat Sir Lionel: per desafiar-lo a una justa ("Then You May Take Me to the Fair"). Arthur (que, a diferència de tots els altres, és amable amb Lancelot), està consternat per això i perd la comprensió del camí d'una dona, tot i que no pot estar enfadat amb Guenevere ("How to Handle a Woman").
Al camp de justes Lancelot derrota fàcilment als tres cavallers. Fereix a Sir Lionel, que combat el darrer, tan malament que la gent creu que està mort. Però la consternació de la multitud es torna a desconcertament quan Lancelot plora perquè Sir Lionel visqui. Reflectint l'adoració de la gent, Guenevere troba que s'ha enamorat de Lancelot. Tot i així, ella no vol violar els seus vots matrimonials i vol que Lancelot deixi Camelot ("Before I Gaze at You Again"). Per un desgraciat gir del destí, Lancelot, malgrat els seus orgulls que és immune als plaers de la carn, també està enamorat de Guenevere, i també es veu trencat pel conflicte entre aquest amor i la seva devoció per Arthur. Arthur fa de Lancelot un cavaller de la Taula rodona. Com passa, el malhumorat rei Artur suposa que Lancelot i Guenevere tenen sentiments els uns dels altres, però espera que esclati, ja que no vol molestar la tranquil·litat de Camelot. Soliloqüitza a la seva espasa Excalibur, que plantejaran els reptes als quals s'enfrontaran tots junts.

### Acte II
Molts anys després, Guenevere i Lancelot encara són turmentats pel seu amor sense compliment. Intenta desfer-se d'ell, però Lancelot no la deixarà ("If Ever I I Leave You"). Tots dos creuen que Arthur no n'és conscient. Tot i així, es manté fidel a Arthur i l'ajuda en la realització dels assumptes de l'Estat.
Mordred, fill il·legítim d'Arthur, arriba a Camelot per deshonrar el rei i intenta guanyar el tron per ell mateix. Arthur el posa al capdavant del programa d'entrenament dels cavallers, sense saber que Mordred és allà per destruir la Taula rodona en venjança contra Arthur per haver-lo abandonat i detesta la idea de ser un cavaller ("The Seven Deadly Virtues"). Arthur comença a sentir la tensió de governar Anglaterra, tant ell com Guenevere es pregunten què fan els comuns sense aquestes responsabilitats ("What Do The Simple Folk Do?"). Mentrestant, Mordred ha ideat un pla per arruïnar Arthur i el seu regne definitivament. Entra en una clariana encantada on la seva tia, la bruixa Morgan le Fay, habita en un castell invisible. Morgana té una dolça dent, i tot i que li agrada a Arthur, Mordred aconsegueix subornar-la amb una gran quantitat de carns dolces, per construir una de les seves parets invisibles al voltant d'Arthur durant una nit, de manera que quan segueix el viatge de caça l'endemà, no podrà tornar al castell ("The Persuasion"). Mentrestant, Mordred incita els cavallers a recordar els seus dies de lluita i pillatge, i els torna contra Arthur ("Fie On Goodness!"). Amb Arthur desaparegut, Lancelot, incapaç d'aturar-se, visita Guenevere a les seves cambres, com Mordred sospitava que ho faria. Es besen apassionadament ("I Loved You Once in Silence"). Tanmateix, l'afer de Lancelot i Guenevere i les maquinacions de Mordred esclaten quan Mordred i alguns dels cavallers de la Taula rodona s'interrompen, acusen Lancelot de traïció i intenten fer-lo presoner. Lancelot els combat i escapa, però Guenevere és arrestada, jutjada, declarada culpable de traïció per la seva infidelitat i condemnada a ser cremada a la pira ("Guenevere"). A l'execució, Arthur observa des de la distància com Mordred el desconcerta pels seus fracassos; està trencat entre defensar la seva llei i complir el seu deure com a rei o salvar a Guenevere, a qui encara estima malgrat tot. En l'últim moment, Lancelot arriba amb un exèrcit, rescata Guenevere i l'emporta amb ell a França. Però en el procés, Lancelot s'ha vist obligat a matar alguns dels altres cavallers, deixant als supervivents exigint venjança.
En honor del seu propi honor i al de Camelot, Arthur ara haurà de fer guerra contra Lancelot. Mordred ha pres el seu propi exèrcit contra Arthur, de tornada a Anglaterra. La guerra suposa un pes terrible sobre Camelot, ja que més de la meitat dels cavallers de la Taula rodona són morts. Abans de la batalla final, Arthur es troba amb Lancelot i Guenevere. La relació de Lancelot i Guenevere ha discorregut, sens dubte per culpa de les seves consciències culpables. Guenevere s'ha fet monja i la taula rodona ara està trencada. Ofereixen fer front a la justícia a Anglaterra, però Arthur no veurà a Guenevere cremada ni a Lancelot decapitat. Els perdona a tots dos i parteixen per separat. Aquella nit al campament, Arthur es troba amb un jove senderista anomenat Tom de Warwick, que ha vingut a unir-se a la taula rodona. El seu discurs recorda a Arthur l'idealisme i l'esperança que tenia com a rei jove, i l'inspira. Arthur cavallers Tom i l'envia a Anglaterra per créixer allà, perquè pugui transmetre a les generacions futures els ideals de la cavalleresca i Camelot ("Camelot" (reprise)).

## Produccions i adaptacions
Producció i gira original

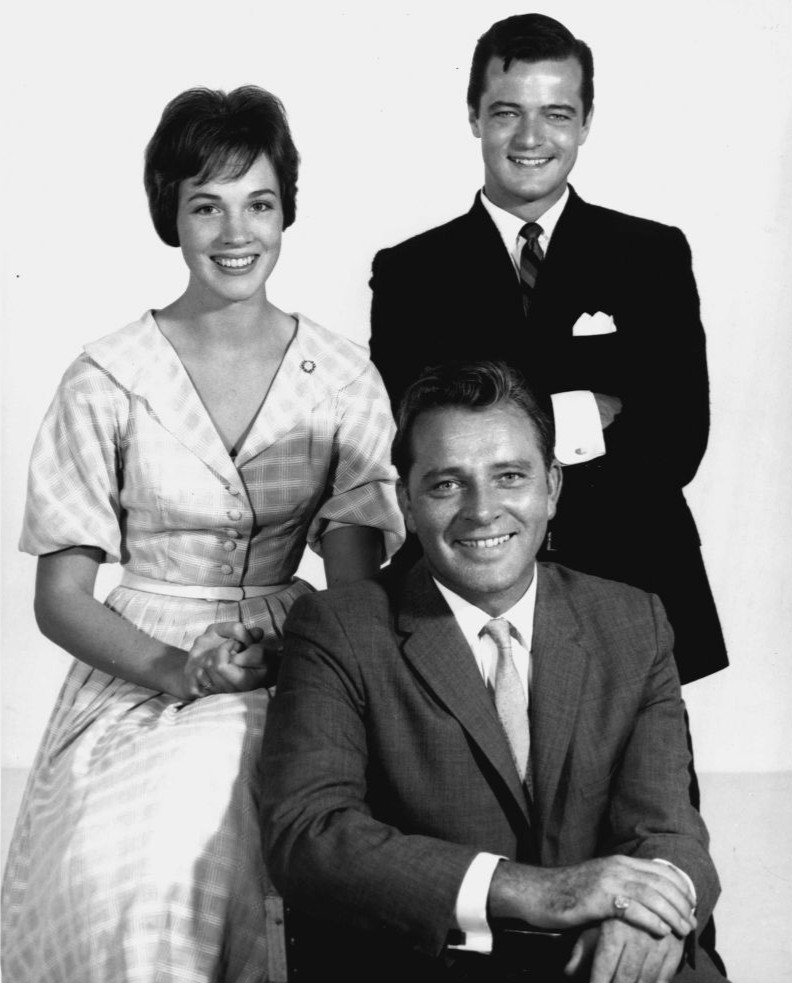
Julie Andrews, Robert Goulet i Richard Burton en una foto publicitària del 1960 de l'obra

Camelot es va estrenar a Broadway al Majestic Theatre el 3 de desembre de 1960 i es va tancar el 5 de gener de 1963 després de 873 representacions i 2 prèvies. Dirigida per Moss Hart, la coreografia va ser de Hanya Holm, disseny escènic d'Oliver Smith, disseny de vestiuari d'Adrian (que va treballar en els dissenys abans de morir el setembre de 1959) i Tony Duquette, i disseny d'il·luminació d'Abe Feder. Va guanyar quatre premis Tony. L'àlbum del repartiment original va ser el LP mono més venut d'Amèrica durant 6 setmanes.
Una gira de dos anys als Estats Units va seguir al tancament de Broadway, protagonitzada per Kathryn Grayson i William Squire, que va ser succeït per Louis Hayward. També hi va haver una gira en autobús i camió de 1963 a 1964 protagonitzada per Biff McGuire com Arthur, Jeannie Carson com Guenevere, i Sean Garrison com a Lancelot. Una altra companyia va comptar amb la gira el 1964, protagonitzada per Howard Keel com Arthur, Constance Towers com Guenevere, i Bob Holiday com Lancelot. També el 1964 es va obrir una producció australiana al Her Majesty's Theatre de Melbourne, protagonitzada per Paul Daneman i Jacqueline McKeever, amb escenografia de John Truscott. Truscott treballaria posteriorment en l'adaptació de la pel·lícula. La producció, de la companyia JC Williamson, va tenir una durada de dos anys.
Producció original de Londres
La producció londinenca es va estrenar l'agost de 1964 al Theatre Royal, Drury Lane, i va comptar amb Laurence Harvey com Arthur, Elizabeth Larner com Guenevere i Barry Kent com a Lancelot. Va tenir 518 representacions.
Adaptació cinematogràfica
La versió cinematogràfica, dirigida per Joshua Logan, es va estrenar el 1967, protagonitzada per Richard Harris com Arthur, Vanessa Redgrave com Guenevere, Franco Nero com Lancelot i David Hemmings com Mordred.
Produccions posteriors
- Richard Burton va tornar a reprendre el seu paper com a Arthur en un revival que va transcórrer des del 8 de juliol de 1980 fins al 23 d'agost de 1980, New York State Theater del Lincoln Center for the Performing Arts. Christine Ebersole va interpretar Guenevere, i Richard Muenz era Lancelot.
- L'espectacle va tenir un revival a Broadway al Winter Garden Theatre des del 15 de novembre de 1981 fins al 2 de gener de 1982 i es va emetre a HBO un any després, protagonitzat per Richard Harris com Arthur, Meg Bussert com Guenevere, Muenz com Lancelot i Thor Fields com Tom de Warwick. Harris, que havia protagonitzat la pel·lícula, i Muenz també van participar en gira per tot el país. Un altre revival de Broadway va tenir lloc el 21 de juny de 1993 fins al 7 d'agost de 1993 per a 56 actuacions al teatre Gershwin, amb Goulet actualment protagonitzat per Arthur. Goulet va reprendre aquest paper al O'Keefe Center de Toronto el 1993.[13]
- Una gira als Estats Units de 18 mesos, protagonitzada per Michael York com Arthur, Rachel York (sense cap relació) com Guenevere, i James Barbour com a Lancelot, va començar el 9 de gener del 2007 i va acabar l'abril del 2008. El fill d'Alan Jay Lerner, Michael, va contribuir amb els canvis. al llibret, i la dirigí Glenn Casale.[23] Del 27 al 30 de juny de 2007, la gira va tocar al Toronto Hummingbird Center, on el musical s'havia estrenat el 1960.[24][25] Mentre que la gira de Michael York va actuar durant els Estats Units del 2007, Candlewood International va organitzar una gira nacional. El personatge de Morgan le Fay va ser eliminat, tal com havia estat en totes les produccions anteriors des de 1964. Jeff Buchsbaum va dirigir i Paula Sloan va coreografiar un repartiment encapçalat per Robert Brown com Arthur, Matthew Posner com Lancelot, Mollie Vogt-Welch com Guenevere, Gregory Van Acker com Sir Sagramore, Geoff Lutz com Mordred, i Heather Faith Stricker com Lady Catherine.
- Del 7 de maig al 10 de maig del 2008, la filharmònica de Nova York va presentar cinc concerts semi-escenificats de Camelot dirigits per Lonny Price i produïts per Thomas Z. Shepard i protagonitzats per Gabriel Byrne com Arthur, Marin Mazzie com Guenevere i Nathan Gunn com a Lancelot. Va comptar amb Christopher Lloyd com Pellinore, Stacy Keach com Merlyn, Marc Kudisch com Lionel, Bobby Steggert com Mordred, Will Swenson com Sagramore, Christopher Sieber com Dinadan, Fran Drescher com Morgan le Fay i Rishi Mutalik com Tom de Warwick. La representació del 8 de maig es va emetre nacionalment en directe des de Lincoln Center per la PBS.[26]
- Camelot va ser produïda a San Francisco a San Francisco Playhouse el juliol de 2013.[27]
- La producció del 2018 a Sidney Harman Hall va establir rècords de taquilla per a la Shakespeare Theatre Company a Washington, DC.[28]

## Valoracions crítiques
Les crítiques de la producció original a Nova York van ser variades, però generalment positives. Una crítica del 1993 a The New York Times va comentar que el musical "ha crescut en estatura al llarg dels anys, principalment a causa de la seva magnífica partitura ... [que] va combinar una senzillesa lírica amb un romanticisme exuberant, bellament capturat en temes com 'I Loved You Once in Silence' i 'If Ever I Would Leave You.'. Aquestes balades cantades per Guenevere i Lancelot es troben entre les més memorables del catàleg de Lerner-Loewe. El rei Arthur subministra l'enginy, amb cançons com "I Wonder What the King Is Doing Tonight". Una crítica del 2003 va assenyalar, "musicalment ric, el clàssic basat en llegendes, evoca prou espectacle per deixar de somriure. Camelot ho té tot: una bella princesa anglesa escombrà els peus per un rei solter tímid però apassionat; un ardent cavaller francès, trencat entre la devoció per la seva lleial i una fam incontrolable, recalcat, per segur, per la tempestuosa esposa del rei ... Camelot presenta una partitura rica en encant del paisatge anglès del senyor Lerner. [ sic : Loewe va escriure la música] Les seves lletres, del senyor Loewe [ sic : Lerner van escriure les lletres], mai no deixen d'enlluernar amb el seu virtuosisme i l'enginy." Tanmateix, "el llibret desconcertat de Jay Lerner ... ha ajudat a enfonsar molts revivals del musical ... És una bona història, però el llibre de Lerner és plàcid i dens, ple de soliloquis pontificants que haurien estat continguts amb més força en la cançó. A més, mentre tot l'espectacle s'acosta cap a un clímax sagnant ... quan finalment arriba, només es dibuixa en una cançó, "Guenevere". ... La partitura, però, és pura màgia. "

## Personatges i repartiment original
La producció original de Broadway tenia el repartiment següent:
- King Arthur — Richard Burton
- Queen Guenevere — Julie Andrews
- Sir Lancelot — Robert Goulet
- Merlí — David Hurst
- Pellinore — Robert Coote
- Mordred — Roddy McDowall
- Sir Dinadan — John Cullum
- Morgan le Fay — M'el Dowd*
- Tom of Warwick — Robin Stewart
- Lady Catherine — Virginia Allen
- Nimue — Marjorie Smith
- Sir Lionel — Bruce Yarnell
- Sir Ozanna — Michael Kermoyan
- Sir Sagramore — James E. Gannon

* En produccions posteriors, Alan Jay Lerner va eliminar el paper de "Morgan le Fay" per fer el segon acte menys còmic, substituint l'escena entre ella i Mordred per una escena de Mordred / Arthur..

## Números musicals
| Acte I - "Overture" - "The March [Parade]" — Instrumental - "I Wonder What the King Is Doing Tonight" — Arthur - "The Simple Joys of Maidenhood" — Guenevere - "Camelot" — Arthur - "Camelot" (reprise) — Arthur, Guenevere - "Follow Me" — Nimue - "C'est Moi" — Lancelot - "The Lusty Month of May" — Guenevere, Conjunt - "Then You May Take Me to the Fair"§ — Guenevere, Sir Lionel, Sir Sagramore, Sir Dinaden - "How To Handle a Woman" — Arthur - "The Jousts" — Arthur, Guenevere, Conjunt - "Before I Gaze at You Again" — Guenevere | Acte II - "If Ever I Would Leave You" — Lancelot - "The Seven Deadly Virtues" — Mordred - "What Do the Simple Folk Do?" — Arthur i Guenevere - "Fie on Goodness!"§ — Mordred & Cavallers - "I Loved You Once In Silence" — Guenevere - "Guenevere" — Conjunt - "Camelot" (reprise) — King Arthur |

§ — Retallada durant la posada en escena original, tot i que present a l'àlbum; restaurada en molts revivals.

## Premis i nominacions

### Producció original de Broadway
Fonts: Playbill (vault); IBDB
| Any  | Premi                      | Categoria                             | Nominat                | Resultat  |
| ---- | -------------------------- | ------------------------------------- | ---------------------- | --------- |
| 1961 | Premi Tony                 |                                       |                        |           |
| 1961 | Premi Tony                 | Millor actor protagonista de musical  | Richard Burton         | Guanyador |
| 1961 | Premi Tony                 | Millor actriu protagonista de musical | Julie Andrews          | Nominat   |
| 1961 | Premi Tony                 | Millor director musical               | Franz Allers           | Guanyador |
| 1961 | Premi Tony                 | Millor escenografia                   | Oliver Smith           | Guanyador |
| 1961 | Premi Tony                 | Millor vestuari                       | Adrian i Tony Duquette | Guanyador |
| 1961 | Premi Outer Critics Circle | Millor escenografia                   | Oliver Smith           | Guanyador |
| 1961 | Premi Theatre World        | Premi Theatre World                   | Robert Goulet          | Guanyador |

### Revival de Broadway 1980
Source: IBDB
| Any  | Premi            | Categoria                                    | Nominat                   | Resultat |
| ---- | ---------------- | -------------------------------------------- | ------------------------- | -------- |
| 1981 | Premi Tony       | Millor revival de musical                    | Millor revival de musical | Nominat  |
| 1981 | Premi Tony       | Millor actor de repartiment de musical       | Paxton Whitehead          | Nominat  |
| 1981 | Premi Drama Desk | Actor de repartiment de musical més destacat | Paxton Whitehead          | Nominat  |

## Enregistrament del repartiment original
| Any  | Llista                      | Màxima posició |
| ---- | --------------------------- | -------------- |
| 1961 | U.S. Pop Albums (Billboard) | 1              |
| 1968 | Noruega àlbums (VG-lista)   | 20             |